# 페르다스데포구
페르다스데포구(Perdasdefogu, sc, it; lit. '불을 위한/의 돌'; 현지에서는 Foghesu sc)는 이탈리아 사르데냐 주 누오로도에 있는 코무네로, 칼리아리에서 북동쪽으로 약 60 킬로미터 (37 mi) 떨어진 곳에, 토르톨리에서 남서쪽으로 약 35 킬로미터 (22 mi) 떨어진 곳에 위치해 있다.
페르다스데포구는 다음 코무네들과 경계를 접하고 있다: 에스칼라플라노, 예르추, 울라사이, 테르테니아.
페르다스데포구 근처에는 살토 디 키라 로켓 발사장이 있다.

## 역사
이 지역은 일부 누라게와 다양한 고고학적 증거의 존재로 보아 누라게 이전 시대와 누라게 시대에도 이미 사람이 살았던 것으로 보인다.
중세에는 칼리아리 주디카토에 속했으며 사라부스 쿠라토리아의 일부였다. 주디카토가 멸망하자(1258년) 피사의 지배를 받게 되었고, 이어서(1323년) 아라곤 왕국의 지배를 받게 되었다. 1363년 아라곤의 페로 4세는 이 지역을 키라 백작령에 편입시켰고, 베렌가리오 카로스에게 봉토로 주었다. 1603년에 백작령은 후작령으로 바뀌어 처음에는 센텔레스 가문의 봉토였다가 오소리오 데 라 쿠에바 가문의 봉토가 되었는데, 1839년 봉건 제도의 폐지로 환수되었다.

## 인구 통계

### 장수
이 마을은 올리아스트라 지역의 아르차나 및 빌라그란데 스트리사일리 마을과 함께 주민들 사이에 장수 사례가 많으며, 90세 이상 노인 수가 많다. 특히 상징적인 사실은 세계에서 가장 장수하는 가족이 이 마을 출신이라는 것이다. 가족의 가장인 콘솔라 멜리스는 2014년에 107세에 이르렀고, 8명의 형제들이 90세 이상 및 80세 이상으로 총 828년의 나이를 합쳤다. 또한, 그녀의 여동생 클라우디아는 2014년에 101세가 되었다.